# ضفدع الشلال
ضفدع الشلال (الاسم العلمي:Amolops) هو جنس من الحيوانات يتبع فصيلة الضفادع الحقيقية من رتبة البتراوات.

## أنواع ضفدع الشلال
- ضفدع الشلال الهيمالاوي
- ضفدع الشلال الأسامي
- ضفدع الشلال الأفغاني
- ضفدع الشلال أليف الجبال
- ضفدع الشلال البلوري
- ضفدع الشلال أبيض الشوكة
- ضفدع الشلال الجنوبي
- ضفدع الشلال الصغير
- ضفدع الشلال الصيني
- ضفدع الشلال المبرغل
- ضفدع الشلال المرمري
- ضفدع الشلال الجميل
- ضفدع الشلال الميدوغي
- ضفدع الشلال الهيناني
- ضفدع الشلال اليعبوبي